# Реферативний журнал
Реферативний журнал — періодичне видання, що публікує реферати наукових праць та інші вторинні матеріали (бібліографічні описи, анотації) у взаємозв'язку з довідково-пошуковим апаратом, що включає зміст, рубрикацію (класифікаційну схему) видання і допоміжні покажчики.
Реферативні журнали інформують вчених і фахівців про поточні документи (видання). Це допомагає пошуку відповідних наукових документів з однієї і тієї самої тематики в журналах різних профілів, сприяє подоланню мовних бар'єрів. Також РЖ дають можливість вченим і фахівцям стежити за досягненнями в суміжних сферах наукової і практичної діяльності. Реферативні журнали можуть бути засобом побічної оцінки наукової якості первинних документів, так як публікують лише документи, що мають значний інтерес.

## Історія
Розвиток науки вимагав оперативного інформування вчених. У 1665 році вийшли перші наукові журнали: «Journal des Scavants» («Журнал учених», Париж) і «Philosophical Transactions of the Royal Society» («Філософські записки», Лондон). Значна частина їх була заповнена повідомленнями про нові книги, які давали оцінку і містили короткий виклад змісту. Ці повідомлення, елементами яких були цитати оригінального тексту, називалися екстрактами.
З прискоренням темпів розвитку науки наприкінці XVIII ст. наукові публікації стали переважати не у книгах, а у журналах. До 1800 року у світі виходило вже близько 700 наукових та медичних журналів. У XIX ст. стаття стає основною одиницею професійної наукової комунікації. Статті, кількість яких значно зросла, друкувалися вже в 10 тис. журналах. Все це сприяло появі системи реферування. Видання цієї тематики стають ефективним засобом отримання інформації про найновішими досягненнями, які відображені у наукових публікаціях.
Перші спеціалізовані реферативні журнали почали з'являтися наприкінці XVIII — першій половині ХІХ ст з фізико-математичних, хімічних і технічних наук, розвиток яких викликав зростання обсягів відповідної літератури. З біології та медицини реферативні журнали почали виникати у другій половині ХІХ ст.
Перший реферативний журнал з хімії «Pharmaceutisches Centralblatt» (за назвою «Chemisches Zentralblatt» виходив до 1969 р.) вийшов у Німеччині в 1830 році. У 1907 році — американський «Chemical Abstracts», 1926 року — англійський «British Chemical Abstracts». У галузі медицини та біології найвідомішою у світі була мережа «Jahresbericht» і «Zentralblatt» (видавнича фірма Ю. Шпрінгера), з американських журналів виділявся «Biological Abstracts», який зберігає своє значення і до нашого часу. Серед реферативних журналів з фізики найвпливовішими були німецький «Physikalische Berichte» та англійський «Science abstracts» (серія А — фізика).
Друга світова війни завдала шкоди реферативній періодиці, особливо німецькій, яка була майже знищена. Проте з часом ця галузь повернула свої позиції.
Видання реферативних журналів з природничих і філософських наук розпочалося пізніше. Так у 1940 році у Франції розпочався випуск «Bulletin analytique» (1940 р.). У 1951 року за ініціативою ЮНЕСКО починає виходити «International political science abstracts», де містяться реферати літератури з суспільних наук.

## Українська система реферування
Вітчизняна система реферування наукових періодичних видань представлена загальнонаціональним проектом «Україніка наукова». Система була започаткована у 1995 році Інститутом проблем реєстрації інформації, коли в Україні було зареєстровано український реферативний журнал «Джерело». Журнал став головним періодичним виданням, призначеним для реферування змісту друкованих в Україні наукових видань із природничих, технічних, суспільно-гуманітарних та медичних дисциплін. Він містить чотири галузеві серії. В журналі систематично реферуються монографії, збірники наукових праць, матеріали конференцій, посібники для ВНЗ, серійні (періодичні) видання, автореферати дисертацій, препринти. У 1999 році до проекту долучилася Національна бібліотека України імені В.І.Вернадського і саме тоді він отримав назву «Україніка наукова». Мета проекту — забезпечення оперативного розповсюдження наукових результатів, одержаних вченими України у різних галузях сучасної науки.